# Stéphane Duval
Pour les articles homonymes, voir Duval.
Stéphane Duval est un dessinateur français de bande dessinée spécialiste des univers sombres et du fantastique, né le 25 décembre 1970 à Rennes.

## Biographie
Stéphane Duval réalise ses premiers travaux pour le fanzine rennais Atchoum en 1988 et 1989. Sa rencontre avec Pierre Dubois dans un bar de Rennes l'amène à collaborer sur les séries Les Lutins (bande dessinée) et Red Caps.
2003  Il participe au Hors Série : 20 auteurs fêtent le 10e anniversaire des aventures de Vick et Vicky  de Bruno Bertin - Petites Histoires de Noël Éditions P'tit Louis

## Séries
- Les Lutins, avec Pierre Dubois, Delcourt, coll. « Terres de légendes », 4 tomes, 1993-1997.
- Red Caps, avec Pierre Dubois, Delcourt, coll. « Terres de légendes », 2 tomes, 1998.
- Janet Jones, photographe, avec Dieter, Delcourt, coll. « Conquistador », 3 tomes, 1999-2001[1].
- Chevalier Malheur, avec Pascal Bertho, Delcourt, coll. « Terres de légendes », 3 tomes, 2002-2005[2].
- Aëla, avec Pascal Bertho, Dupuis, coll. « Repérages », 3 tomes, 2006-2008.
- Gitans des mers t. 1, avec Philippe Bonifay, Dupuis, 2010  (ISBN 9782800147222).
- À l'origine des contes t. 1 : La Peur bleue, avec Philippe Bonifay, Glénat, 2013  (ISBN 9782723472913).
- Jean-Corentin Carré, l'enfant soldat t. 1, avec Pascal Bresson, Paquet, coll. « Mémoire 1914-1918 », 2014  (ISBN 9782888906681).
- Gitans des mers, avec Philippe Bonifay, Dupuis, 2018  (ISBN 9791034732586). Reprend le volume paru en 2010 et 70 pages inédites.

## Récompenses
- 1996 : prix Ballon rouge au Quai des Bulles[3].